# 甘特斯维尔 (阿拉巴马州)
甘特斯维尔（英文：Guntersville），是美国阿拉巴马州下属的一座城市。面积约为25.39平方英里（约合65.77平方公里）。根据2010年美国人口普查，该市有人口8,197人，人口密度为322.79/平方英里（约合124.63/平方公里）。